# العشرية السوداء في الجزائر
الحرب الأهلية الجزائرية أو العشرية السوداء في الجزائر هي صراع مسلح قام بين النظام الجزائري وفصائل متعددة تتبنى أفكارًا موالية للجبهة الإسلامية للإنقاذ والإسلام السياسي، بدأ الصراع في يناير عام 1992 عقب إلغاء نتائج الانتخابات البرلمانية لعام 1991 في الجزائر والتي حققت فيها الجبهة الإسلامية للإنقاذ فوزا مؤكدا حيث وعدت في الإنتخابات بإقامة دولة إسلامية وتطبيق الشريعة الإسلامية في جميع المجالات ومنع تولي المرأة مناصب في القضاء والوزارات؛ لحرمة ولاية المرأة علي الرجل، واعتماد توجه إسلامي للاقتصاد، ورفض الاختلاط في المؤسسات، وإدانة الفساد، والمطالبة بإطلاق سراح المعتقلين ظلمًا فكسبت بذلك أصوات المتدينين، مما حدا بالجيش الجزائري التدخل لإلغاء الانتخابات البرلمانية في البلاد مخافة من فوز الإسلاميين فيها.
وبدأ الصراع في ديسمبر عام 1991، عندما استطاعت الجبهة الإسلامية للإنقاذ هزيمة الحزب الحاكم جبهة التحرير الوطني في الانتخابات البرلمانية الوطنية. ألغيت الانتخابات بعد الجولة الأولى وتدخل الجيش للسيطرة على البلاد، وتم حظر الجبهة الإسلامية للإنقاذ واعتقل الآلاف من أعضائها، وشنت الجماعات الإسلامية حملة مسلحة ضد الحكومة ومؤيديها، وقامت بأنشاء جماعات مسلحة اتخذت من الجبال قاعدة لها، وأعلنت بعدها الحرب على الجبهة الإسلامية للإنقاذ بعد عقدها مفاوضات مع الحكومة عام 1994.
بعد انهيار المحادثات أجريت الانتخابات وفاز بها مرشح الجيش الجنرال اليمين زروال. بدأت الجماعة الإسلامية المسلحة وجماعة التكفير والهجرة التي أتخذت الجبال قاعدة للهجوم بسلسلة من مذابح تستهدف الأحياء أو القرى المؤيدة للحكومة بأكملها بلغ ذروته في عام 1997، وتسببت المجازر وارتفاع عدد الضحايا في إجبار كلا الجانبين إلى وقف إطلاق النار من جانب واحد مع الحكومة في عام 1997. وفي هذه الأثناء فاز الطرف المؤيد للجيش بالانتخابات البرلمانية.
في عام 1999 تم انتخاب رئيس جديد للبلاد، وبدأ عدد كبير من المقاتلين بالإنسحاب والإستفادة من قانون العفو الجديد، وبدأت الجماعات تنحل وتختفي جزئيا بحلول عام 2002 وتوقفت عمليات القتال، باستثناء مجموعة منشقة تسمى الجماعة السلفية للدعوة والقتال والتي انضمت لاحقاً إلى تنظيم القاعدة في أكتوبر 2003.

## الجماعات المعارضة
منها الجماعة الإسلامية المسلحة والحركة الإسلامية المسلحة والجبهة الإسلامية للجهاد المسلح والجيش الإسلامي للإنقاذ وهو الجناح المسلح للجبهة الإسلامية للإنقاذ. بدأ الصراع في يناير عام 1992 عقب إلغاء نتائج الانتخابات التشريعية لعام 1991 في الجزائر والتي حققت فيها الجبهة الإسلامية للإنقاذ فوزا مؤكدا مما حدا بالجيش الجزائري التدخل لإلغاء الانتخابات التشريعية في البلاد مخافة فوز الإسلاميين فيها.
بالرغم من أن حدة العنف قد خفت منذ عام 2002 ولكن واستنادا إلى وزارة الداخلية الجزائرية لايزال هناك قرابة الألف (1000) ممن تصفهم الحكومة بـ «المتمردين المسلحين» النشطين في الجزائر.
في سبتمبر 2005 أيدت أغلبية كبيرة من الجزائريين العفو الجزئي الذي أصدرته الحكومة الجزائرية عن مئات من المسلحين الإسلاميين ضمن ما عرف «بميثاق السلم والمصالحة الوطنية» بهدف إنهاء عـقد من النزاع.
بموجب قانون الوئام المدني، الذي اقترحه الرئيس عبد العزيز بوتفليقة، تم العفو عن عدد كبير من الأشخاص الذين تورطوا في أعمال العنف، لكن المعارضين للميثاق يعتبرون أن المصالحة غير ممكنة دون تحقيق العدالة ويطالبون بأن تفتح الدولة تحقيقا بشأن آلاف الأشخاص الذين اختفوا طيلة الأعوام الماضية ولم يعرف مصيرهم وعرف هذا بملف المخطوفين.

## التاريخ

### الخلفية
بعد تسلم الشاذلي بن جديد السلطة في الجزائر عام 1979 بدأت محاولاته لتطبيق خطته الخمسية التي كانت تهدف إلى إنشاء قواعد للاقتصاد الحر في الجزائر والنهوض بالمستوى الاقتصادي المتعثر للجزائر ولكن سنوات حكمه شهدت نشاطا معارضا القبائل والمفرنسين في مجال معارضتهم لسياسة التعريب التي تنتهجها الحكومة وخاصة في مجال التعليم، فبعد منع خطبة حماسية للناشط والأستاذ القبائلي مولود معمري في جامعة حسناوة بتيزي وزو في 10 مارس 1980 بدأت حملة منظمة من الطلاب والأطباء والناشطين الأمازيغ في إضراب عام مما حدى بالرئيس الجزائري آنذاك "بن جديد" بأن يجري تعديلات على سياسة الحكومة ومنها على سبيل المثال منح حقوق ثقافية وإعلامية وجامعية للأمازيغ هذه التعديلات اعتبرت من قبل من يوصفون اليوم باتباع منهج الإسلام السياسي بأنها تنازلات تهدد الهوية القومية للجزائر. ومن جهة أخرى كان لعدم قدرة الرؤساء السابقين للجزائر النهوض بالأقتصاد الجزائري وفشل الأفكار الشيوعية والقومية العربية في إيجاد حل جذري لمشاكل البلاد الداخلية، كل هذه العوامل أدت إلى بروز تيار قام بتفسير التخلف والتردي في المستوى الأقتصادي والإجتماعي إلى ابتعاد المسلمين عن الدين وعدم تطبيق الشريعة الإسلامية وتأثر حكوماتهم بالسياسة الغربية.
بدأ نشاط التيار الإسلامي السياسي بالإزدياد تدريجيا متأثرا بالثورة الإسلامية في إيران فمن خلال بعض العمليات التي كانت تستهدف محلات بيع المشروبات الروحية وممارسة الضغط على السيدات بارتداء الحجاب، وفي عام 1982 طالب ذلك التيار علنا بتشكيل حكومة إسلامية، ومع ازدياد أعمال العنف وخاصة في الجامعات الدراسية تدخلت الحكومة وقامت بحملة اعتقالات واسعة حيث تم اعتقال أكثر من 400 ناشط من التيار المتبني لفكرة الإسلام السياسي وكان من بينهم أسماء كبيرة مثل عبد اللطيف سلطاني ولكن الحكومة بدأت تدرك ضخامة وخطورة حجم هذا التيار فقامت وكمحاولة منها لتهدئة الجو المشحون بافتتاح واحدة من أكبر الجامعات الإسلامية في العالم بولاية قسنطينة في عام 1984 وفي نفس السنة تم إجراء تعديلات على القوانين المدنية الجزائرية وخاصة في ما يخص قانون الأسرة حيث أصبح يتماشى مع الشريعة الإسلامية.
لكن الإقتصاد الجزائري استمر بالتدهور في منتصف الثمانينيات وإزدادت نسبة البطالة وظهرت بوادر شح لبعض المواد الغذائية الرئيسية، وما تسبب في مضاعفة حجم الأزمة كان انخفاض أسعار النفط في عام 1986 من 30 دولارا للبرميل إلى 10 دولارات. و كان الخيار الوحيد أمام الشاذلي بن جديد للخروج من الأزمة هو تشجيع القطاع الخاص بعد فشل الأسلوب الإشتراكي في حل الأزمة وقوبلت هذه التغييرات بموجة من عدم الرضا، وأخذ البعض في الشارع الجزائري يحس بأن الحكومة تظهر لامبالاة بمشاكل المواطن البسيط
تصاعد الغضب في قطاعات واسعة من الشارع الجزائري وفي أكتوبر 1988 بدأت سلسلة من إضرابات طلابية وعمالية والتي أخذت طابعا عنيفا بصورة تدريجية وانتشرت أعمال تخريب للممتلكات الحكومية إلى مدينة عنابة والبليدة ومدن أخرى فقامت الحكومة بإعلان حالة الطوارئ وقامت باستعمال القوة وتمكنت من إعادة الهدوء في 10 أكتوبر بعد أحداث عنيفة أدت إلى قتل حوالي 500 شخص واعتقال حوالي 3500 شخص وسميت هذه الأحداث من قبل البعض "بأكتوبر الأسود" كما يصفها البعض الآخر ب"انتفاضة أكتوبر". كانت للطريقة العنيفة التي انتهجتها الحكومة في أحداث أكتوبر نتائج غير متوقعة حيث قامت مجاميع تنتهج الإسلام السياسي بإحكام سيطرتها على بعض المناطق وطالبت منظمات عديدة في الجزائر بإجراء تعديلات وإصلاحات فقام الشاذلي بن جديد بإجراءات شجعت على حرية الصحافة وحرية الرأي والتعبير فقام عباسي مدني وعلي بلحاج بتأسيس الجبهة الإسلامية للإنقاذ في مارس 1989 بعد التعديل الدستوري وإدخال التعددية الحزبية. وكان عباس مدني الأستاذ الجامعي والمحارب السابق في حرب التحرير الجزائرية يمثل تيارا دينيا معتدلا وكان لدوره السابق في حرب التحرير أثرا رمزيا في ربط الحركة الجديدة بتاريخ النضال القديم للجزائر وفي الجهة الأخرى وصف الكثيرون علي بلحاج الذي كان أصغر عمرا بأن أفكاره متطرفة حيث قال في أحد خطبه "إن المصدر الوحيد للحكم هو القرآن وإذا كان اختيار الشعب منافيا للشريعة الإسلامية، فهذا كفر وإلحاد حتى إذا كان هذا الاختيار قد تم ضمن انتخابات شعبية.
وفي الثمانينيات أيضًا، غادر عدة مئات من الشباب الجزائر إلى معسكرات بيشاور للمشاركة في الجهاد في أفغانستان. وبما أن الجزائر كانت حليفاً وثيقاً للعدو الجهادي الاتحاد السوفييتي، فقد مال هؤلاء الجهاديون إلى اعتبار الجهاد الأفغاني "مقدمة" للجهاد ضد دولة جبهة التحرير الوطني الجزائرية. بعد سقوط الحكومة الماركسية في أفغانستان، عاد العديد من السلفيين الجهاديين إلى الجزائر ودعموا الجبهة الإسلامية للإنقاذ ثم متمردي الجماعة الإسلامية المسلحة.
أثناء وبعد أعمال الشغب في أكتوبر 1988 ، شرع الإسلاميون في "بناء الجسور مع الشباب الفقراء في المناطق الحضرية". والدليل على فعاليتها هو أن أعمال الشغب "تلاشت" بعد لقاءات بين الرئيس الشاذلي بن جديد والإسلاميين علي بن حاج وأعضاء من جماعة الإخوان المسلمين.
ردت حكومة جبهة التحرير الوطني على أعمال الشغب بتعديل الدستور الجزائري في 3 نوفمبر 1988، للسماح للأحزاب الأخرى غير حزب جبهة التحرير الوطني الحاكم بالعمل بشكل قانوني. حزب إسلامي ذو قاعدة عريضة، الجبهة الإسلامية للإنقاذ، ولد بعد ذلك بوقت قصير في الجزائر العاصمة في 18 فبراير 1989، ودخل إلى الوجود القانوني في سبتمبر 1989. كانت الجبهة يقودها رجلان. عباسي مدني - أستاذ في جامعة الجزائر ومقاتل سابق من أجل الاستقلال - يمثل تيارًا دينيًا محافظًا معتدلًا نسبيًا ويربط الحزب رمزيًا بحرب الاستقلال الجزائرية، المصدر التقليدي للحكم.شرعية جبهة التحرير الوطني. وكان هدفه "أسلمة النظام دون تغيير النسيج الأساسي للمجتمع".  علي بن حاج ، واعظ ذو شخصية كاريزمية ومدرس في مدرسة ثانوية، ناشد الطبقة الأصغر سنا والأقل تعليما. كان خطيبًا متحمسًا، وكان معروفًا بقدرته على إثارة غضب أو تهدئة عشرات الآلاف من الشباب الحثيين الذين جاءوا لسماعه وهو يتحدث. ومع ذلك، فإن خطاباته المتطرفة ومعارضته للحكم الديمقراطي أثارت قلق غير الإسلاميين والناشطات النسويات. ولم يكن مدني ولا بنحاج ملتزمين بالديمقراطية.

في ديسمبر 1989 نُقل عن عباسي مدني قوله:
ولا نقبل هذه الديمقراطية التي تسمح للمسؤول المنتخب أن يكون مخالفا للإسلام والشريعة ومبادئه وقيمه.
وفي فبراير 1989 قال علي بلحاج:
لا توجد ديمقراطية لأن مصدر القوة الوحيد هو الله من خلال القرآن، وليس الشعب. إذا صوت الناس ضد شريعة الله، فهذا ليس إلا كفر. في هذه الحالة، من الضروري قتل هؤلاء الكفار لسبب وجيه وهو أنهم يرغبون في استبدال سلطان الله بسلطانهم.
حققت الجبهة الإسلامية للإنقاذ تقدماً "مذهلاً" في السنة الأولى من وجودها، مع أتباع هائلين في المناطق الحضرية. وأظهر الأطباء والممرضون وفرق الإنقاذ "التفاني والفعالية" في مساعدة ضحايا الزلزال الذي ضرب ولاية تيبازة؛ مارست المسيرات والتجمعات المنظمة ضغوطًا مستمرة على الدولة لفرض وعد بإجراء انتخابات مبكرة.
بدأت الجبهة تلعب دورا بارزا في السياسة الجزائرية وتغلبت بسهولة على الحزب الحاكم، جبهة التحرير الوطني الذي كان الحزب المنافس الرئيسي في انتخابات عام 1990 مما حدى بجبهة التحرير الوطني إلى إجراء تعديلات في قوانين الانتخابات وكانت هذه التعديلات في صالح الحزب الحاكم فأدى هذا بالتالي إلى دعوة الجبهة الإسلامية للإنقاذ إلى إضراب عام وقام الشاذلي بن جديد بإعلان الأحكام العرفية في 5 يونيو 1991 وتم اعتقال عباسي مدني وعلي بلحاج.
في ديسمبر 1991 أصيب الحزب الحاكم بالذهول حيث أنه برغم التعديلات الانتخابية واعتقال قيادات الجبهة الإسلامية للإنقاذ إلا أن الجبهة حصلت على أغلبية ساحقة من المقاعد في الدور الأول وهو 188 مقعدا من أصل 232 ومحاولة من النظام القائم في الحيلولة دون تطبيق نتائج الانتخابات تم تأسيس المجلس الأعلى للدولة والذي يتكون من 5 أعضاء وهم الجنرال خالد نزار (وزير الدفاع) وعلي كافي وعلي هارون والتيجاني هدام ومحمد بوضياف والتي كانت عبارة عن مجلس رئاسي لحكم الجزائر وذلك بعد إجبار الشاذلي بن جديد على الاستقالة وإلغاء نتائج الانتخابات وكان رئيس المجلس هو محمد بوضياف إلى أن اغتيل في ظروف غامضة من طرف أحد حراسه والمدعو بو معرافي لمبارك في 29 يونيو 1992 ليحل محله علي كافي إلى أن تم استبداله باليمين زروال في 31 يناير 1994 واستمر حتى 27 أبريل 1999.

#### الفوز الانتخابي للجبهة الإسلامية للإنقاذ عام 1990

الأغلبية للجبهة الإسلامية للإنقاذ
50% الجبهة الإسلامية للإنقاذ
الأغلبية لغير المنتمين للجبهة الإسلامية للإنقاذ
غير محددة
لا تتوفر معلوماتالصورة أعلاه توضح توزيع المقاعد في نتائج انتخابات سنة 1991، والتي حققت فيها الجبهة الإسلامية للإنقاذ الأغلبية في معظم المناطق المأهولة بالسكان.

على الرغم من الإصلاحات الليبرالية الجديدة التي قام بها الرئيس بن جديد وحزبه، اختار الناخبون الجزائريون الجبهة الإسلامية للإنقاذ، في الانتخابات المحلية التي جرت في 12 يونيو 1990 – وهي أول انتخابات حرة منذ الاستقلال – في الانتخابات المحلية التي جرت في 12 يونيو/حزيران. حصل الحزب على 54% من الأصوات، أي ضعف ما حصل عليه حزب جبهة التحرير الوطني وأكثر بكثير من أي حزب آخر.  وتركز أنصارها بشكل خاص في المناطق الحضرية.
وبمجرد وصولها إلى السلطة في الحكومات المحلية، أشاد الكثيرون بإدارتها ومؤسساتها الخيرية الإسلامية باعتبارها عادلة ومنصفة ومنظمة وفاضلة، على عكس أسلافها الفاسدين والمهدرين والتعسفيين وغير الفعالين. لكنه أيضًا أثار قلق الطبقة الناطقة بالفرنسية الأقل تعليمًا تقليديًا. وفرضت الحجاب على موظفات البلدية؛ إغلاق متاجر المشروبات الكحولية ومحلات الفيديو وغيرها من المؤسسات غير الإسلامية؛ ومناطق الاستحمام المنفصلة حسب الجنس.
وأعلن الزعيم المشارك للجبهة الإسلامية للإنقاذ علي بلحاج عزمه في عام 1990 على "حظر دخول فرنسا إلى الجزائر فكريا وأيديولوجيا، والقيام، مرة واحدة وإلى الأبد، بأولئك الذين أرضعتهم فرنسا بلبنها المسموم".
قام الناشطون المتدينون بإزالة أطباق الأقمار الصناعية الخاصة بالمنازل التي تستقبل البث الفضائي الأوروبي لصالح أطباق الأقمار الصناعية العربية التي تستقبل البث السعودي. ومن الناحية التربوية، التزم الحزب بمواصلة تعريب النظام التعليمي من خلال تحويل لغة التدريس في المزيد من المؤسسات، مثل المدارس الطبية والتكنولوجية، من الفرنسية إلى العربية. وقد أعجب هذا الإجراء عدد كبير من الخريجين الجدد، وهم أول جيل بعد الاستقلال تلقى تعليمه باللغة العربية بشكل رئيسي، حيث وجدوا أن استمرار استخدام اللغة الفرنسية في التعليم العالي والحياة العامة أمر متناقض وغير مؤات.
في يناير 1991 بعد بداية حرب الخليج، قادت الجبهة الإسلامية للإنقاذ مظاهرات ضخمة لدعم صدام حسين والعراق. وانتهت إحدى المظاهرات أمام وزارة الدفاع حيث ألقى الزعيم الراديكالي علي بلحاج خطابا حماسيا طالب فيه بإرسال مجموعة من المتطوعين للقتال من أجل صدام. واعتبر الجيش الجزائري ذلك بمثابة إهانة مباشرة للتسلسل الهرمي العسكري وتماسكه. وبعد ظهور مشروع إعادة تنظيم الدوائر الانتخابية في مايو/أيار، دعت الجبهة الإسلامية للإنقاذ إلى إضراب عام. تلا ذلك أعمال عنف وفي 3 يونيو 1991 تم إعلان حالة الطوارئ تم إعلانه، وتعليق العديد من الحقوق الدستورية، وتأجيل الانتخابات البرلمانية حتى ديسمبر/كانون الأول. بدأت الجبهة الإسلامية للإنقاذ تفقد زمام المبادرة وفي غضون شهر تم القبض على زعيمي الجبهة الإسلامية للإنقاذ (مدني وبلحاج) وحُكم عليهما فيما بعد بالسجن لمدة اثني عشر عامًا. وقع أول عمل جهادي ضد الحكومة عندما تم الهجوم على نقطة حدودية (في قمر) وقطع رؤوس المجندين في الجيش. وعلى الرغم من ذلك، شاركت الجبهة الإسلامية للإنقاذ في الانتخابات التشريعية وفازت في الجولة الأولى في 26 ديسمبر 1991 بانتخاب 118 نائبًا مقابل 16 فقط لجبهة التحرير الوطني. على الرغم من حصولها على مليون صوت أقل مما كانت عليه في انتخابات عام 1990. وبدا أنه في طريقه للفوز بالأغلبية المطلقة في الجولة الثانية في 16 يناير 1992.

#### الانقلاب العسكري وإلغاء الانتخابات 1992

الجبهة الإسلامية للإنقاذ.

وجهت الجبهة الإسلامية للإنقاذ تهديدات صريحة ضد السلطة الحاكمة، وأدانتهم ووصفتهم بأنهم غير وطنيين ومؤيدين لفرنسا، فضلاً عن الفساد المالي. بالإضافة إلى ذلك، كانت قيادة الجبهة الإسلامية للإنقاذ في أحسن الأحوال منقسمة حول مدى الرغبة في الديمقراطية، وأعرب البعض عن مخاوفهم من أن تكون حكومة الجبهة الإسلامية للإنقاذ، على حد تعبير مساعد وزير الخارجية الأميركي إدوارد جيريجيان، "شخص واحد، صوت واحد، مرة واحدة".
في 11 يناير 1992، ألغى الجيش العملية الانتخابية، مما أجبر الرئيس بن جديد على الاستقالة وجلب المناضل من أجل الاستقلال المنفي محمد بوضياف ليتولى منصب الرئيس الجديد. إلا أنه اغتيل في 29 يونيو/حزيران 1992 على يد أحد حراسه الشخصيين، الملازم لمبارك بومعرفي. وحُكم على القاتل بالإعدام في محاكمة مغلقة عام 1995. ولم يتم تنفيذ الحكم. تم اعتقال العديد من أعضاء الجبهة الإسلامية للإنقاذ – 5000 حسب حساب الجيش، و40000 حسب جيل كيبل  ومن بينهم زعيمها عبد القادر حشاني – لدرجة أن السجون لم يكن لديها مساحة كافية لاحتجازهم؛ وأقيمت لهم معسكرات في الصحراء، وكان الرجال الملتحين يخشون مغادرة منازلهم خشية أن يتم القبض عليهم باعتبارهم متعاطفين مع الجبهة الإسلامية للإنقاذ. قامت الحكومة بحل الجبهة الإسلامية للإنقاذ رسميًا في 4 مارس/آذار وتم تفكيك أجهزتها.

### بداية الحرب 1992–93
ومن بين نشطاء الجبهة الإسلامية للإنقاذ القلائل الذين بقوا أحرارًا، اعتبر الكثيرون هذا إعلانًا للحرب. في معظم أنحاء البلاد، لجأ من تبقى من نشطاء الجبهة الإسلامية للإنقاذ، إلى جانب بعض الإسلاميين المتطرفين للغاية بالنسبة للجبهة الإسلامية للإنقاذ، إلى التلال (جبال شمال الجزائر، حيث كانت الغابات والأشجار مناسبة تمامًا لحرب العصابات) بأي أسلحة متاحة و أصبحوا مقاتلين حرب العصابات. ستظل الصحراء ذات الكثافة السكانية المنخفضة والغنية بالنفط سلمية في الغالب طوال مدة الصراع تقريبًا. وهذا يعني أن المصدر الرئيسي للنقد الأجنبي للحكومة – صادرات النفط – لم يتأثر إلى حد كبير. وقد تفاقم الوضع المتوتر بسبب الاقتصاد، الذي انهار أكثر في ذلك العام، حيث تم إلغاء جميع الإعانات الغذائية طويلة الأمد تقريبًا.
في البداية ظلت الجزائر هادئة نسبيا. ولكن في مارس 1993 "تم اغتيال سلسلة متتالية من الأكاديميين الجامعيين والمثقفين والكتاب والصحفيين والأطباء".  في حين لم يكن جميعهم على صلة بالنظام، إلا أنهم كانوا يتحدثون الفرنسية، وبالتالي "في نظر الشباب الحضري الفقراء الذين انضموا إلى الجهاد... ارتبطوا بالصورة المكروهة للمثقفين الناطقين بالفرنسية".  كما "فجرت" فكرة انتصار الحكومة على الإسلاميين. وأظهرت هجمات أخرى استعدادا لاستهداف المدنيين. وأودى تفجير مطار الجزائر العاصمة بحياة 9 أشخاص وإصابة 128 آخرين. أدانت الجبهة الإسلامية للإنقاذ التفجير مع الأحزاب الرئيسية الأخرى، لكن تبين أن تأثير الجبهة الإسلامية للإنقاذ على المتمردين كان محدودا.
وبدأ النظام يفقد السيطرة على المناطق الجبلية والريفية. وفي مناطق الطبقة العاملة بالمدن، قام المتمردون بطرد الشرطة وأعلنوا "مناطق إسلامية محررة". حتى الطرق الرئيسية في المدن انتقلت إلى أيدي المتمردين.

#### تأسيس الجماعات المتمردة

لف الغموض عنتر زوابري وجماعته الجماعة الإسلامية المسلحة ولم يعرف الكثير عن دوافعهم

أول حركة مسلحة كبرى ظهرت، والتي بدأت مباشرة بعد الانقلاب، كانت الحركة الإسلامية المسلحة. وأسست الجماعة من قبل مقاتلين سابقين في "جماعة" مصطفى بويعلي مثل عبد القادر الشيبوتي ومنصوري ملياني وعز الدين با، وأطلقوا على أنفسهم اسم مجموعته التي كانت تنشط في الثمانينات. وكان يقودها الجندي السابق "الجنرال" عبد القادر الشيبوتي، وهو إسلامي قديم. كانت الجماعة الإسلامية المسلحة "منظمة تنظيمًا جيدًا ومنظمة وتفضل الجهاد طويل الأمد" الذي يستهدف الدولة وممثليها ويستند إلى حملة حرب عصابات مثل حملة حرب الاستقلال. من السجن، أصدر علي بلحاج فتوى بمباركة وزارة الداخلية. في فبراير 1992، أسس سعيد مخلوفي، وهو ضابط جزائري سابق، ومقاتل أفغاني سابق، ورئيس الأمن السابق للجبهة الإسلامية للإنقاذ ورئيس تحرير صحيفة المقيد الرسمية للجبهة الإسلامية للإنقاذ، حركة من أجل دولة إسلامية.
المجموعة الجهادية الرئيسية الأخرى كانت تسمى الجماعة الإسلامية المسلحة. وفي يناير/كانون الثاني 1993، أعلن عبد الحق لعيادة استقلال مجموعته عن جماعة الشيبوتي. وأصبحت بارزة بشكل خاص حول الجزائر العاصمة وضواحيها، في البيئات الحضرية. اتخذت موقفا متشددا، معارضة لكل من الحكومة والجبهة الإسلامية للإنقاذ، مؤكدة أن "التعددية السياسية تعادل الفتنة" وأصدرت تهديدات بالقتل ضد العديد من قادة الجبهة الإسلامية للإنقاذ. لقد فضلت استراتيجية "العمل الفوري لزعزعة استقرار العدو"، من خلال خلق "جو من انعدام الأمن العام" من خلال "الهجمات المتكررة". لقد كانت أقل انتقائية بكثير من الجماعة الإسلامية المسلحة، التي أصرت على التدريب الأيديولوجي؛ ونتيجة لذلك، كانت قوات الأمن تخترقها بانتظام، مما أدى إلى تغيير سريع في القيادة، حيث قُتل رؤساء متعاقبون.
ورتبت المجموعات المختلفة عدة اجتماعات لمحاولة توحيد قواتها، وقبول القيادة العامة للشيبوتي من الناحية النظرية. وفي آخر هذه اللقاءات، في تامسجيدة في 1 سبتمبر/أيلول، أعرب الشيبوتي عن قلقه بشأن افتقار الحركة إلى الانضباط، ولا سيما قلقه من أن الهجوم على مطار الجزائر العاصمة، الذي لم يوافق عليه، قد يؤدي إلى تنفير المؤيدين. وتم تفريق الاجتماع باعتداء من قبل القوات الأمنية، مما أثار الشكوك، مما حال دون عقد أي لقاءات أخرى. ومع ذلك، اندمجت مع الجماعة الإسلامية المسلحة في مايو 1994.
أنشأت الجبهة الإسلامية للإنقاذ نفسها شبكة تحت الأرض، مع صحف سرية وحتى محطة إذاعية مرتبطة بـ الجماعة الإسلامية المسلحة، وبدأت في إصدار البيانات الرسمية من الخارج ابتداءً من أواخر عام 1992. ومع ذلك، في هذه المرحلة كانت آراء الحركات الفدائية حول الجبهة الإسلامية للإنقاذ مختلطة؛ وبينما دعم الكثيرون الجبهة الإسلامية للإنقاذ، اعتبر فصيل كبير، بقيادة "الأفغان"، النشاط السياسي للحزب غير إسلامي بطبيعته، وبالتالي رفض تصريحات الجبهة الإسلامية للإنقاذ.
وفي عام 1993، أصبحت الانقسامات داخل حركة حرب العصابات أكثر وضوحًا. حاولت الجماعة الإسلامية المسلحة، المتمركزة في الماكيس، تطوير استراتيجية عسكرية ضد الدولة، والتي تستهدف عادة الأجهزة الأمنية وتخريب أو قصف مؤسسات الدولة. ولكن منذ بدايتها، دعت الجماعة الإسلامية المسلحة، المتمركزة في المناطق الحضرية، إلى قتل أي شخص يدعم السلطات، بما في ذلك الموظفين الحكوميين مثل المعلمين وموظفي الخدمة المدنية، ونفذت ذلك. واغتالت الصحفيين والمثقفين (أمثال الطاهر جعوط)، قائلة إن "الصحفيين الذين يحاربون الإسلاميين بالقلم سيهلكون بحد السيف".
وسرعان ما كثفت هجماتها من خلال استهداف المدنيين الذين رفضوا العيش بموجب المحظورات، وفي سبتمبر 1993 بدأت في قتل الأجانب، أن "أي شخص يتجاوز" الموعد النهائي للجماعة الإسلامية المسلحة في 30 نوفمبر "سيكون مسؤولاً عن وفاته المفاجئة". قُتل 26 أجنبيًا بحلول نهاية عام 1993 وغادر جميع الأجانب تقريبًا البلاد؛ والواقع أن الهجرة الجزائرية (غير الشرعية في كثير من الأحيان) ارتفعت بشكل كبير، حيث بحث الناس عن مخرج. وفي الوقت نفسه، بدأ عدد التأشيرات الممنوحة للجزائريين من بلدان أخرى في الانخفاض بشكل كبير.
فجماعة التكفير والهجرة على سبيل المثال كانت مصرية المنشأ حيث انبثقت في أواخر الستينيات وانتشرت في العديد من الدول وبرز إسم الجماعة بصورة ملفتة للنظر في عام 1977 حيث أصبح المهندس الزراعي المصري شكري مصطفى زعيما للجماعة وشكري مصطفى كان عضوا سابقا في حركة الإخوان المسلمين ولكنه انتهج أسلوبا أكثر تشددا بعد إعدام سيد قطب ، وكان محمد بويري الذي قام باغتيال المخرج الهولندي ثيو فان كوخ في 2 نوفمبر 2004 عضوا في جماعة التكفير والهجرة. كانت هناك بوادر واضحة على انعدام المركزية والتنسيق المنظم بين هذه المجاميع المختلفة وكان هناك بوادر خلافات بين الجبهة الإسلامية للإنقاذ التي كانت الطرف الرئيسي في نشوء الأزمة والفصائل الإسلامية التي انضمت إليها.
في لقاء لقناة العربية الفضائية مع «الأمير الوطني» للجيش الإسلامي للإنقاذ مدني مرزاق في 18 أكتوبر 2004 قال مرزاق «الجماعة الإسلامية في الحقيقة جمعت شتاتاً غير متجانس، فهناك من كان في الهجرة والتكفير، وهناك من كان في الإخوان، وهناك من كان في التيار السلفي الذي لا يؤمن بالتكفير، وهناك من جاء من الخارج من أفغانستان، وطبعاً وجلب معه المتناقضات الموجودة في أفغانستان» و«لم تكن الجماعة الإسلامية تملك من النظام والتنظيم ما يسمح لها أن تضبط هؤلاء الأفراد». في ظل عدم وجود تنظيم وقيادة مركزية موحدة بدأت موجة من أعمال العنف التي استهدفت مدنيين كالمعلمين والمدرسين والموظفين والإعلاميين والمفكرين والأجانب بحجة إنهم متعاونون مع السلطة وكانت الجماعة الإسلامية المسلحة برئاسة عنتر الزوابري وراء الكثير من هذه العمليات.

### فشل المفاوضات واقتتال العصابات عام 1994
استمر العنف طوال عام 1994، على الرغم من أن الاقتصاد بدأ في التحسن خلال هذا الوقت؛ بعد المفاوضات مع صندوق النقد الدولي، نجحت الحكومة في إعادة جدولة سداد الديون، مما زودها بمكاسب مالية كبيرة، وحصلت أيضًا على حوالي 40 مليار فرنك من المجتمع الدولي لدعم تحريرها الاقتصادي. وبعد أن أصبح من الواضح أن القتال سيستمر لبعض الوقت، تم تعيين الجنرال الأمين زروال رئيسًا جديدًا للمجلس الأعلى للدولة ؛ كان يُعتبر ينتمي إلى فصيل الحوار (المؤيد للتفاوض) وليس (المستأصل) في الجيش.
وبعد وقت قصير من توليه منصبه، بدأ المفاوضات مع قيادة الجبهة الإسلامية للإنقاذ المسجونين، وأطلق سراح بعض السجناء على سبيل التشجيع. وتسببت المحادثات في انقسام الطيف السياسي الموالي للحكومة. واصلت أكبر الأحزاب السياسية، وخاصة جبهة التحرير الوطني وجبهة القوى الاشتراكية، الدعوة إلى التسوية، في حين وقفت قوى أخرى - أبرزها الاتحاد العام للعمال الجزائريين، ولكن بما في ذلك الجماعات اليسارية والنسوية الأصغر مثل التجمع الدستوري الديمقراطي العلماني - إلى جانب " القضاء". وظهر عدد قليل من الجماعات شبه العسكرية الغامضة الموالية للحكومة، مثل منظمة الشباب الجزائريين الأحرار، وبدأت في مهاجمة أنصار الإسلاميين المدنيين. وفي 10 مارس/آذار 1994، تم اعتقال أكثر من 1000 سجين (معظمهم إسلاميون).وفر من سجن تازولت فيما بدا أنه انقلاب كبير للمتمردين؛ وفي وقت لاحق، اقترح منظرو المؤامرة أن هذا تم تدبيره للسماح لقوات الأمن بالتسلل إلى الجماعة الإسلامية المسلحة.
ومن ناحية أخرى، أصبحت الجماعة الإسلامية المسلحة تحت قيادة شريف القوسمي (زعيمها منذ مارس/آذار) جيش حرب العصابات الأكثر شهرة في عام 1994، وحققت التفوق على الجبهة الإسلامية للإنقاذ.  في مايو، انضم العديد من القادة الإسلاميين الذين لم يُسجنوا (محمد سعيد، عبد الراق رجيم)، بما في ذلك سعيد مخلوفي من معهد الشرق الأوسط، إلى الجماعة الإسلامية المسلحة. كان هذا مفاجأة لكثير من المراقبين، وضربة للجبهة الإسلامية للإنقاذ حيث أن الجماعة الإسلامية المسلحة كانت تصدر تهديدات بالقتل ضد القادة منذ نوفمبر 1993. وقد تم تفسير هذه الخطوة إما على أنها نتيجة للمنافسة داخل الجبهة الإسلامية للإنقاذ أو كمحاولة لتغيير موقف الجماعة الإسلامية المسلحة. بالطبع من الداخل.
وحاول المقاتلون الموالون للجبهة الإسلامية للإنقاذ، المهددين بالتهميش، توحيد قواتهم.  في يوليو 1994، الجماعة الإسلامية المسلحة، جنبًا إلى جنب مع ما تبقى من حركة الدولة الإسلامية في الجزائر ومجموعة متنوعة من المجموعات الأصغر، تحت اسم جيش الإنقاذ الإسلامي (وهو مصطلح كان يستخدم في بعض الأحيان كتسمية عامة). للمقاتلين الموالين للجبهة الإسلامية للإنقاذ)، معلنين ولاءهم للجبهة الإسلامية للإنقاذ. وكان أميرها الوطني مدني مرزاق. وبحلول نهاية عام 1994، كانوا قد سيطروا على أكثر من نصف المتمردين في الشرق والغرب، ولكن بالكاد سيطروا على 20% في الوسط، بالقرب من العاصمة، حيث كانت تتمركز الجماعة الإسلامية المسلحة بشكل رئيسي. وأصدروا بيانات تدين الاستهداف العشوائي الذي تقوم به الجماعة الإسلامية المسلحة للنساء والصحفيين وغيرهم من المدنيين "غير المشاركين في القمع"، وهاجموا حملة إحراق المدارس التي قامت بها الجماعة الإسلامية المسلحة. دعم الجيش الإسلامي للإنقاذ والجبهة الإسلامية للإنقاذ التوصل إلى تسوية عن طريق التفاوض مع الحكومة/الجيش، وكان دور الجيش الإسلامي للإنقاذ هو تعزيز يد الجبهة الإسلامية للإنقاذ في المفاوضات. عارضت الجماعة الإسلامية المسلحة المفاوضات بشكل مطلق وسعت بدلاً من ذلك إلى "تطهير الأرض من الفجار"، بما في ذلك الحكومة الجزائرية. وسرعان ما ستخوض الجماعتان المتمردتان "قتالاً دموياً".
على الرغم من القوة المتزايدة للجماعة الإسلامية المسلحة، داخل "المناطق الإسلامية المحررة" من التمرد، بدأت الظروف في التدهور. قام الوجهاء ورجال الأعمال وأصحاب المتاجر الإسلاميون في البداية بتمويل الأمراء والمقاتلين المتمردين، على أمل الانتقام من الحكومة التي استولت على السلطة من حركة الجبهة الإسلامية للإنقاذ التي دعموها. ولكن مع مرور الأشهر، أصبحت "الضريبة الإسلامية" الطوعية بمثابة "عملية ابتزاز واسعة النطاق، تديرها مجموعة من الرجال المسلحين الذين يدعون أنهم يمثلون قضية غامضة أكثر من أي وقت مضى"، والذين قاتلوا بعضهم البعض على النفوذ. لقد أدى الابتزاز وحقيقة أن المناطق كانت محاطة بالجيش، إلى إفقار وضحية طبقة رجال الأعمال المتدينين الذين فروا في نهاية المطاف من المناطق، مما أضعف القضية الإسلامية بشدة.
وفي 26 أغسطس، أعلنت الجماعة الإسلامية المسلحة قيام خلافة، أو حكومة إسلامية، في الجزائر، مع تعيين القوسمي " أميرًا للمؤمنين ". ومع ذلك، في اليوم التالي، أعلن سعيد مخلوفي انسحابه من الجماعة الإسلامية المسلحة، مدعيا أن الجماعة الإسلامية المسلحة قد انحرفت عن الإسلام وأن هذه الخلافة كانت محاولة من زعيم الجبهة الإسلامية للإنقاذ السابق محمد سعيد للاستيلاء على الجماعة الإسلامية المسلحة. واصلت الجماعة الإسلامية المسلحة هجماتها على أهدافها المعتادة، ولا سيما اغتيال الفنانين، مثل الشاب حسني ، وفي أواخر أغسطس/آب أضافت ممارسة جديدة إلى أنشطتها: تهديد المدارس الإسلامية غير الكافية بالحرق المتعمد .
وفي نهاية أكتوبر/تشرين الأول، أعلنت الحكومة فشل مفاوضاتها مع الجبهة الإسلامية للإنقاذ. وبدلاً من ذلك، شرع زروال في خطة جديدة: فقد قرر إجراء انتخابات رئاسية في عام 1995، في حين قام بتشجيع "الاستئصاليين" مثل العماري داخل الجيش وتنظيم "ميليشيات الدفاع عن النفس" في القرى لمحاربة المتمردين. شهدت نهاية عام 1994 تصاعدًا ملحوظًا في أعمال العنف. خلال عام 1994، تعمقت عزلة الجزائر؛ وغادرت معظم وكالات الأنباء الأجنبية، مثل رويترز ، البلاد هذا العام، في حين أغلقت الحدود المغربية وألغت شركات الطيران الأجنبية الرئيسية جميع رحلاتها. وتفاقمت الفجوة الناجمة عن ذلك في التغطية الإخبارية بعد صدور أمر حكومي في يونيو/حزيران بمنع وسائل الإعلام الجزائرية من نشر أي أخبار متعلقة بالإرهاب لا تغطيها البيانات الصحفية الرسمية.
وقد فر عدد قليل من قادة الجبهة الإسلامية للإنقاذ، وأبرزهم رابح كبير ، إلى المنفى في الخارج. بناء على دعوة من جماعة سانت إيجيديو ومقرها روما ، في نوفمبر 1994، بدأوا المفاوضات في روما مع أحزاب المعارضة الأخرى، الإسلامية والعلمانية على حد سواء (جبهة التحرير الوطني، جبهة القوى الاشتراكية، الجبهة الإسلامية للإنقاذ، حركة داود الحمراء، حزب العمال، اللجنة العسكرية المشتركة). لقد توصلوا إلى اتفاق متبادل في 14 يناير 1995: منصة سانت إيجيديو. وقد قدم هذا مجموعة من المبادئ: احترام حقوق الإنسان والديمقراطية التعددية، ورفض حكم الجيش والدكتاتورية، والاعتراف بالإسلام والهوية العرقية العربية والبربرية باعتبارها جوانب أساسية للهوية الوطنية الجزائرية ، والمطالبة بالإفراج عن قادة الجبهة الإسلامية للإنقاذ، و وضع حد للقتل خارج نطاق القانون والتعذيب من جميع الأطراف.
ولمفاجأة الكثيرين، حتى علي بلحاج أيد الاتفاق، مما يعني أن الجبهة الإسلامية للإنقاذ عادت إلى الإطار القانوني، إلى جانب أحزاب المعارضة الأخرى. كما لقيت المبادرة استحسانا من قبل "الدوائر المؤثرة" في الولايات المتحدة. مع ذلك، لكي ينجح الاتفاق، كان على الجبهة الإسلامية للإنقاذ أن تحصل على دعم قاعدة سلطتها الأصلية، في حين أن البرجوازيين المتدينين قد تخلىوا عنها لصالح حزب حماس المتعاون وفقراء المدن من أجل الجهاد؛  وكان على الجانب الآخر، الحكومة، أن تكون مهتمة بالاتفاقية. نظرًا لعدم وجود هاتين الميزتين، كان تأثير المنصة محدودًا في أحسن الأحوال - على الرغم من أن البعض يجادل بذلك، على حد تعبير أندريا ريكاردي.الذي توسط في المفاوضات لجماعة سانت إيجيديو، "البرنامج جعل العسكريين الجزائريين يخرجون من قفص المواجهة العسكرية البحتة وأجبروهم على الرد بعمل سياسي"، الانتخابات الرئاسية عام 1995. وشهدت الأشهر القليلة التالية مقتل حوالي 100 سجين إسلامي في تمرد سجن سركاجي، ونجاح كبير لقوات الأمن في معركة عين الدفلى ، مما أدى إلى مقتل المئات من مقاتلي حرب العصابات.
وفي النهاية، خلف الشريف القوسمي جمال الزيتوني في منصب رئيس الجماعة الإسلامية المسلحة. قام زيتوني بتوسيع هجمات الجماعة الإسلامية المسلحة على المدنيين إلى الأراضي الفرنسية، بدءًا من اختطاف طائرة الخطوط الجوية الفرنسية رقم 8969 في نهاية ديسمبر 1994 واستمر بعدة تفجيرات ومحاولات تفجير طوال عام 1995. ويُعتقد أن زيتوني كان يأمل في تقويض الجبهة الإسلامية للإنقاذ من خلال إثبات عدم أهميتها. لنتيجة الحرب،  ولحث الحكومة الفرنسية على سحب الدعم من الحكومة الجزائرية لوضع حد للإرهاب. ولكن من خلال القضاء على الجبهة الإسلامية للإنقاذ كعامل، أوحت الحملة أيضًا للغرباء في أمريكا وأوروبا بأن "القوة الوحيدة القادرة على إيقاف الإرهابيين" هي الحكومة الجزائرية. على أية حال، خلقت هجمات الجماعة الإسلامية المسلحة في فرنسا رد فعل عنيفًا من الخوف من انضمام المهاجرين المسلمين الشباب إلى الحملة.  كانت الحملة بمثابة صدع كبير يقسم المتمردين. الجماعة الإسلامية المسلحة "تعظم حماسة" الشباب الجزائريين الفقراء المحرومين في كل مرة تتعرض فيها "القوة الاستعمارية السابقة" للهجوم، بينما ناضل قادة الجبهة الإسلامية للإنقاذ في الخارج لإقناع "حكومات أوروبا والولايات المتحدة" بأن حكومة الجبهة الإسلامية للإنقاذ سوف" ضمان النظام الاجتماعي وتوسيع اقتصاد السوق" في الجزائر.
وفي الجزائر نفسها، استمرت الهجمات، مع تفجيرات السيارات المفخخة واغتيال الموسيقيين والرياضيين والنساء غير المحجبات، فضلاً عن رجال الشرطة والجنود. وحتى في هذه المرحلة، أدت الطبيعة التي تبدو عكسية للعديد من هجماتها إلى ظهور تكهنات (بتشجيع من أعضاء الجبهة الإسلامية للإنقاذ في الخارج الذين قوضت أهميتهم بسبب عداء الجماعة الإسلامية المسلحة للمفاوضات) بأن المجموعة قد اخترقتها أجهزة المخابرات الجزائرية. المنطقة الواقعة جنوب الجزائر العاصمة، على وجه الخصوص، أصبحت تحت سيطرة الجماعة الإسلامية المسلحة، التي أطلقت عليها اسم "المنطقة المحررة". وفي وقت لاحق، أصبح يعرف باسم " مثلث الموت ".
تزايدت التقارير عن المعارك بين الجيش الإسلامي للإنقاذ والجماعة الإسلامية المسلحة، وكررت الجماعة الإسلامية المسلحة تهديداتها بالقتل ضد قادة الجبهة الإسلامية للإنقاذ والجماعة الإسلامية المسلحة، واغتالت أحد مؤسسي الجبهة الإسلامية للإنقاذ، عبد الباقي الصحراوي، في باريس. وفي هذه المرحلة، قدرت مصادر أجنبية العدد الإجمالي للمتمردين بنحو 27 ألفًا.

### استئناف السياسة وظهور الميليشيات 1995–96
وبعد انهيار المفاوضات مع الجبهة الإسلامية للإنقاذ، قررت الحكومة إجراء انتخابات رئاسية. في 16 نوفمبر 1995، تم انتخاب القائد السابق للقوات البرية للجيش الجزائري ليامين زروال رئيسًا بنسبة 60٪ من الأصوات في انتخابات تنافس عليها العديد من المرشحين. عكست النتائج آراء شعبية مختلفة، تتراوح بين دعم العلمانية ومعارضة الإسلام السياسي إلى الرغبة في إنهاء العنف، بغض النظر عن السياسة. وقد حثت الجبهة الإسلامية للإنقاذ الجزائريين على مقاطعة الانتخابات وهددت الجماعة الإسلامية المسلحة بقتل أي شخص يصوت (باستخدام شعار "صوت واحد، رصاصة واحدة")، لكن الإقبال كان مرتفعا نسبيا بين الطبقة الوسطى المتدينة التي دعمت في السابق الجبهة الإسلامية للإنقاذ لكنها أصيبت بخيبة أمل. بسبب "العنف والابتزاز الذي لا نهاية له من قبل عصابات من الشباب باسم الجهاد". وخرج عن الإسلاميين محفوظ نحناح (25%) ونور الدين بوكروح. تزايدت الآمال في عودة السياسة الجزائرية إلى طبيعتها أخيرًا. أتبع زروال ذلك من خلال الدفع بدستور جديد في عام 1996، مما عزز بشكل كبير سلطة الرئيس وأضاف مجلسًا ثانيًا يتم انتخابه جزئيًا وتعيينه جزئيًا من قبل الرئيس. وفي تشرين الثاني/نوفمبر 1996، تمت الموافقة على النص من خلال استفتاء وطني؛ في حين أن معدل المشاركة الرسمي كان 80%، إلا أن هذا التصويت لم يتم مراقبته، واعتبر معظم الأشخاص أن نسبة المشاركة المرتفعة المزعومة غير قابلة للتصديق.
وشكلت نتائج الانتخابات انتكاسة للجماعات المسلحة، التي شهدت زيادة كبيرة في حالات الفرار من الخدمة مباشرة بعد الانتخابات. استجاب رابح كبير، زعيم الجبهة الإسلامية للإنقاذ، للتحول الواضح في المزاج الشعبي من خلال تبني لهجة أكثر تصالحية تجاه الحكومة، لكن تم إدانته من قبل بعض أجزاء الحزب والجبهة الإسلامية للإنقاذ. اهتزت الجماعة الإسلامية المسلحة بسبب الانقسام الداخلي. وبعد وقت قصير من الانتخابات، قتلت قيادتها قادة الجبهة الإسلامية للإنقاذ الذين انضموا إلى الجماعة الإسلامية المسلحة، واتهمتهم بمحاولة الاستيلاء على السلطة. أدت عملية التطهير هذه إلى تسريع تفكك الجماعة الإسلامية المسلحة: مصطفى كرتالي ، علي بن حجر، وحسن حطاب.رفضت جميع الفصائل الاعتراف بقيادة الزيتوني منذ أواخر عام 1995 تقريبًا، على الرغم من أنها لم تنفصل رسميًا حتى وقت لاحق. وفي ديسمبر/كانون الأول، قتلت الجماعة الإسلامية المسلحة زعيم الجيش الإسلامي للإنقاذ في وسط الجزائر، عز الدين با، وفي يناير/كانون الثاني تعهدت بمحاربة الجيش الإسلامي للإنقاذ باعتباره عدوا؛ أصبحت المعارك واسعة النطاق بينهما شائعة بشكل خاص في الغرب.
وقد اقترنت التحركات السياسية التي اتخذتها الحكومة بزيادة كبيرة في عدد الميليشيات الموالية للحكومة. تم إنشاء "ميليشيات الدفاع عن النفس"، والتي يطلق عليها اختصارًا "الوطنيون"، والتي تتألف من مواطنين محليين موثوقين تم تدريبهم وتسليحهم من قبل الجيش، في بلدات قريبة من المناطق التي ينشط فيها رجال حرب العصابات، وتم الترويج لها على شاشة التلفزيون الوطني. تم استقبال البرنامج بشكل جيد في بعض أجزاء البلاد، لكنه كان أقل شعبية في مناطق أخرى؛ وسوف يزداد بشكل كبير خلال السنوات القليلة المقبلة، وخاصة بعد مجازر عام 1997.

## المجازر
| مجازر الجزائر في 1997                                               |          |              |
| مجازر قتل فيها أكثر من 50 مدني: راجع حرب العشرية السوداء في الجزائر |          |              |
| مجزرة ثاليت                                                         | 52 قتيل  | 4-3 أفريل    |
| مجزرة حوش خميستي                                                    | 93 قتيل  | 21 أفريل     |
| مجزرة ضاية لبقور                                                    | 50 قتيل  | 16 جوان      |
| مجزرة سي زروق                                                       | 58 قتيل  | 27 جويلية    |
| مجزرة أولاد الحد مزوارة                                             | 76 قتيل  | 3 أوت        |
| مجزرة صوحان                                                         | 65 قتيل  | 21-20 أوت    |
| مجزرة بني علي                                                       | 64 قتيل  | 26 أوت       |
| مجزرة الرايس                                                        | 800 قتيل | 29 أوت       |
| مجزرة بني مسوس                                                      | 87 قتيل  | 6-5 سبتمبر   |
| مجزرة قلب الكبير                                                    | 53 قتيل  | 19 سبتمبر    |
| مجزرة بن طلحة                                                       | 400 قتيل | 22 سبتمبر    |
| مجزرة سيدي العنتري                                                  | 117 قتيل | 24-23 ديسمبر |
| مجازر ولاية غيليزان                                                 | 412 قتيل | 30 ديسمبر    |
| 1996 -[عدل مصدر ] - 1998                                            |          |              |

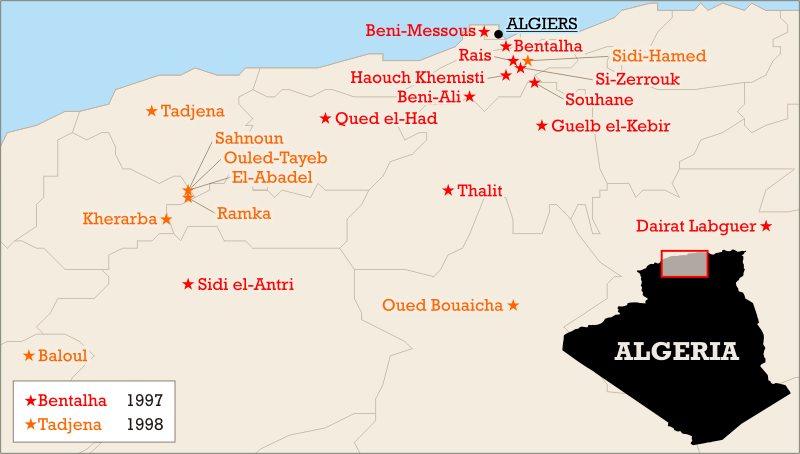
أشهر المذابح بين عامي 1997 و1998ح

عرفت منطقة نشاط الجماعة الإسلامية باسم مثلث الموت وكانت أطراف هذا المثلث عبارة عن ولاية الجزائر والبليدة والأربعاء (ولاية البليدة) ووقع في هذا المثلث مذابح عديدة وكانت من أبشع الحملات الدموية التي قامت بها الجماعة هي قتل 400 مدني جزائري في بلدة تبعد 150 ميلا جنوب غرب العاصمة الجزائر في 31 ديسمبر 1997  ولم يكن استهداف الجماعة مقتصرا على أهداف مدنية حكومية أو شخصيات مدنية فقط بل إنها بدأت باستهداف الجبهة الإسلامية للإنقاذ أيضا وتم في 11 يوليو اغتيال عبد الباقي صحراوي في باريس وكان صحراوي أحد قياديي الجبهة الإسلامية للإنقاذ.
في 16 نوفمبر 1995 فاز اليمين زروال بالانتخابات بأغلبية 60% وأشار المراقبون العرب والدوليون إن الانتخابات كانت نزيهة ، وكان التوجه العام للمقترعين هو إيجاد مخرج من دائرة العنف بغض النظر عن الجهة السياسية الفائزة في الانتخابات وبدأ زروال يدفع إلى كتابة دستور جديد للبلاد يمنح الحكومة والرئيس بالتحديد صلاحيات واسعة وتم تمرير هذا الدستور بعد استفتاء شعبي عام. بدأت الميليشيات الموالية للحكومة بالازدياد والانتشار وكانت هذه الميليشيات عبارة عن مدنيين تم تدريبهم وتزويدهم بالأسلحة من قبل الجيش. في 5 يونيو 1997 فاز الحزب الجديد الذي شكله زروال بأغلبية 156 مقعدا من اصل 380 مقعد في البرلمان الجزائري وبدأت الحكومة بإبداء مرونة أكثر مع الجبهة الإسلامية للإنقاذ فتم نقل مؤسس الجبهة عباس مدني من السجن إلى الإقامة الجبرية في منزله ولكن عام 1997 شهد منعطفا خطيرا في الصراع حيث بدأت سلسلة من العمليات التي استهدفت المدنيين وكان الذبح الطريقة الشائعة في هذه المذابح وفيما يلي قائمة بهذه المذابح 
- مجزرة ثاليت في 3 ابريل 1997 في المدية وقتل فيها 52 شخص من مجموع 53 شخص من ساكني القرية.
- مجزرة حوش خميستي في 21 ابريل 1997 وقتل فيها 93 قروي في 3 ساعات.
- مجزرة دائرة لابقوير في 16 يونيو 1997 وقتل فيها 50 مدنيا.
- مجزرة سي زيروق في 27 يوليو 1997 وقتل فيها حوالي 50 مدنيا.
- مجزرة قويد الحاد ومزوارة في 3 اغسطس 1997 وقتل فيها ما يقارب 76 مدنيا.
- مجزرة صوحان بجبال الأربعاء (ولاية البليدة) في 20 اغسطس 1997 وقتل فيها 64 مدنيا.
- مجزرة بني علي في 26 اغسطس 1997 وقتل فيها ما يقارب 100 مدنيا.
- مجزرة الرايس بالعاصمة في 29 اغسطس 1997 وقتل فيها 400 شخص.
- مجزرة بني مسوس بالعاصمة في 5 سبتمبر 1997 وقتل فيها 87 مدنيا.
- مجزرة القلب الكبير بالمدية في 19 سبتمبر 1997 وقتل فيها 53 مدنيا.
- مجزرة بن طلحة بالعاصمة في 22 سبتمبر 1997 وقتل فيها 200 مدنيا.
- مجزرة سيد العنتري في 23 ديسمبر 1997 وقتل فيها 117 مدنيا.
- مجزرة ولاية غليزان الرمكة وحد الشكالة وجدوية في 30 ديسمبر 1998 وقتل فيها 1280 مدنيا.
- مجزرة سيدي حماد بمفتاح (ولاية البليدة) في 11 يناير 1998 وقتل فيها 103 مدنيا.
- مجزرة قويد بواجة في 26 مارس 1998 وقتل فيها 52 مدنيا.
- مجزرة تاجينا في 8 ديسمبر 1998 وقتل فيها 81 مدنيا.
- مجزرة الكاليتوس في 12 ديسمبر وقتلت فيها عائلة من 14 مدنيا.
- مجزرة الكاليتوس في 28 جوان وقتل فيها 22 مدنيا.

وكانت هذه المذابح التي استهدفت سكان هذه القرى لاتميز بين ذكر أو انثى أو بين طفل رضيع أو شيخ طاعن في السن وكانت طرق القتل في غاية الوحشية وكانت اصابع الاتهام موجهة إلى الجماعة الإسلامية المسلحة التي اعترفت بنفسها عن مسؤوليتها عن مذبحتي الرايس وبن طلحة ، وكان التكفير هو المبرر الذي إستعمله الجماعة فكل جزائري لا يقاتل الحكومة كان في نظرهم كافرا 
وكان المبرر الآخر هو انضمام بعض ساكني تلك القرى إلى الميليشيات الموالية للحكومة. من جهة أخرى كانت هناك تقارير من منظمة العفو الدولية ومنظمة مراقبة حقوق الإنسان مفادها ان تلك المذابح وقعت على بُعد مئات الأمتار من مقرات الجيش الجزائري والذي حسب التقارير لم يفعل شيئا لايقاف المذابح وكانت هناك إشاعات أن الجيش نفسه قام بعدد من هذه المذابح وانتشرت هذه الدعايات بعد هروب أفراد من الجيش ولجوئهم إلى دول أوروبية حيث صرح هؤلاء ان الجيش كان له يد في بعض المذابح. وبدأت موجة من تبادل الاتهامات عن المسؤول عن هذه المذابح حيث بدأت الكثير من نظريات المؤامرة بالانتشار وكانت من أبرزها ان الحكومة استطاعت التغلغل في صفوف الجماعة الإسلامية المسلحة وان لها دورا في هذه المذابح وإلقاء مسؤوليتها على الجماعة.

## ميثاق السلم والمصالحة الوطنية

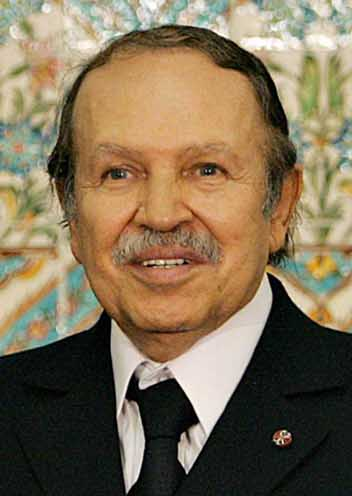
عبد العزيز بو تفليقة رئيس الجزائر منذ عام 1999، وحتى استقالته في أبريل 2019.

أدت هذه المذابح إلى حدوث انشقاق في صفوف الجماعة الإسلامية المسلحة وانفصل البعض منها بسبب عدم قناعتهم بجدوى تلك الأساليب وفي 14 سبتمبر 1998 تشكلت الجماعة السلفية للدعوة والقتال بزعامة حسان حطاب ، وفي 11 سبتمبر 1999 فاجأ اليمين زروال العالم بتقديم استقالته ونظمت انتخابات جديدة في الجزائر وتم اختيار عبد العزيز بوتفليقة رئيسا في 15 ابريل 1999 وحصل استنادا إلى السلطات الجزائرية على 74% من الأصوات إلى أن بعض المنافسين انسحبوا من الانتخابات بدعوى عدم نزاهة الانتخابات. استمر بوتفليقة في الحوار مع الجبهة الإسلامية للإنقاذ وفي 5 يونيو 1999 حصل على موافقة مبدأية من الجبهة بنزع أسلحتها وأصدر بوتفليقة العفو عن العديد من المعتقلين وعرض ميثاق السلم والمصالحة الوطنية لاستفتاء عام وفيه عفو عن المسلحين الذين لم يقترفوا أعمال قتل أو اغتصاب إذا ماقرروا العودة ونزع سلاحهم وتمت الموافقة الشعبية على الميثاق في 16 سبتمبر 1999 وقامت الجبهة الإسلامية للإنقاذ بنزع سلاحها بالكامل في 11 يناير 2000 وفي فبراير 2002 قتل عنتر زوابري زعيم الجماعة الإسلامية المسلحة في إحدى المعارك مما أدى إلى تقليل ملحوظ في نشاط الجماعة. وتم إطلاق سراح مؤسسي الجبهة الإسلامية للإنقاذ عباسي مدني وعلي بلحاج وكان هذا مؤشرا على ثقة الحكومة بنفسها وبالفعل كان حدس الحكومة صائبا ففي انتخابات عام 2004 حصل بوتفليقة على 85% من الأصوات.